# Бєлкін Михайло Якович
Миха́йло Я́кович Бє́лкін (* 1929) — український матеріалознавець, доктор технічних наук (1982), професор (1982), лауреат Державної премії УРСР в галузі науки і техніки (1978).

## Життєпис
Народився 1929 року в селі Ново-Полтавка (сучасний Новобузький район, Миколаївська область).
1951 року закінчив Дніпропетровський металургійний інститут. У 1952—1955 роках працював інженером-дослідником, протягом 1955—1962 років — завідувач лабораторії, 1962—1964 — заступник начальника центральної заводської лабораторії Старокраматорського машинобудівного заводу. Від 1964 року — у Донбаській машинобудівній академії: старший викладач, доцент (1964—1967), декан механічного факультету (1967—2001), від 2001 року — завідувач кафедри металознавства і термічної обробки металів.
Лауреат Державної премії УРСР в галузі науки і техніки (1978): «Розробка та впровадження ефективної технології виготовлення валків холодної прокатки та підвищення їх експлуатаційної надійності і довговічності», співавтори Бут Микола Олександрович, Дунаєвський Володимир Ізрайльович, Єфіменко Сергій Петрович, Камалов Володимир Зіновійович, Масол Віталій Андрійович, Ніколаєв Володимир Олексійович, Полухін Володимир Петрович, Тилкін Михайло Аркадійович, Шульман Петро Танхомович.
Відзначений державними нагородами СРСР.
Наукова діяльність полягає
- у галузі підвищення стійкості робочих валків холодної прокатки,
- надійності та довговічності деталей машин, які працюють у циклічному режимі навантаження.

Є автором технологій високотемпературної термомеханічної обробки при індукційному гартуванні та термопластиці поверхневої обробки. Створив чимало нових марок сталей, здійснив розробку мікроструктурної теорії чутливості сталей до концентрації напружень при циклічному навантаженні.
Серед робіт:
- «Розробка та впровадження ефективної технології виготовлення валків холодної прокатки та підвищення їх експлуатаційної надійності і довговічності», у співавторстві
- «Застосування критеріїв механіки руйнування для оптимізації параметрів технології ковки великих злитків», 1996, у співавторстві
- «Вплив технології ковки на макроструктуру великих поковок валкової сталі», 1999, у співавторстві
- «Підвищення ефективності зміцнення поверхневим пластичним деформуванням за рахунок створення теплових залишкових напружень», 2002, у співавторстві.